# Ängom
Ängom är en av SCB avgränsad och namnsatt småort i Sundsvalls kommun, Västernorrlands län. Den omfattar bebyggelse i byn Ängom i Njurunda socken. Från 2010 uppfylldes inte längre villkoren för att klassas som småort. SCB benämnde orten under en period Ängom och Sundsudden. Sedan 2015 återfinns här åter en småort.